# Demografie Spaniens

Evolution der spanischen Bevölkerung 1950 bis 2014

Spanien hat eine Einwohnerzahl von 46,53 Millionen im Jahre 2017, was eine Steigerung von 0,19 % gegenüber dem Vorjahr darstellt. Die Bevölkerungsdichte beträgt ca. 90 Einwohner pro Quadratkilometer, ein Wert, der unter den meisten Ländern in Westeuropa liegt. Das größte Bevölkerungszentrum in Spanien ist Madrid, dessen Metropolregion eine Bevölkerung von über 6 Millionen Einwohnern aufweist. Ansonsten konzentriert sich die Bevölkerung des Landes vor allem an den Küstengebieten. Gleichzeitig gibt es viele Regionen im Zentrum Spaniens, die nahezu menschenleer sind und weitere Abwanderung verzeichnen. Die Urbanisierung des Landes erfolgte mit der Industrialisierung Spaniens nach dem Spanischen Bürgerkrieg. 2018 lebten 80,3 % der Spanier in Städten.
Die Bevölkerung Spaniens erlebte im Laufe des 20. Jahrhunderts eine konstante Expansion, die von einem hohen Geburtenüberschuss verursacht wurde. Im letzten Viertel des 20. Jahrhunderts sanken die Geburtenraten jedoch dramatisch. Inzwischen hat das Land eine der niedrigsten Geburtenraten weltweit, die 2017 bei ca. 1,3 Kindern pro Frau und damit weit unter dem Niveau liegt, das zur Bestandserhaltung der Bevölkerung notwendig ist.  Da gleichzeitig die Lebenserwartung sehr hoch ist, befindet sich die Bevölkerung in einem schnell fortschreitenden Alterungsprozess. Spanien hat seit den 1990er Jahren eine steigende Migration aus dem Ausland zu verzeichnen.
Für das Jahr 2050 wird mit einer Stabilisierung der Bevölkerung auf ca. 47 Millionen Einwohner gerechnet, was der Einwanderung zu verdanken ist, da das Land inzwischen mehr Todesfälle als Geburten verzeichnet. Gleichzeitig wird sich eine Änderung der Bevölkerungsstruktur hin zu einem höheren Anteil an Minderheiten und an älteren Personen ergeben. Im Mittel könnte das Alter der Bevölkerung 2050 bei über 53 Jahren liegen, womit Spanien eine der ältesten Gesellschaften der Welt wäre.

## Historische Entwicklung
In der römischen Ära wird die Bevölkerung des heutigen Spaniens auf ca. 4,5 Millionen Einwohner um das Jahr 0 geschätzt. Im Jahr 1000 lag sie bei ca. 4 Millionen. Ab ca. 1500 begannen sich Kastilier in der Neuen Welt niederzulassen. Zuwanderung nach Spanien kam über Jahrhunderte vor allem aus dem benachbarten Frankreich. Insgesamt wuchs die Bevölkerung zwischen 1500 und 1700 von 6,8 auf 8,8 Millionen an und lag 1850 bei 14,9 Millionen. Um 1820 konnten ca. 20 % der Bevölkerung lesen und schreiben. Trotz sehr hoher Menschenverluste im Ersten Karlistenkrieg und in weiteren Kriegen, häufigen Seuchen und zunehmender Auswanderung begann sich das natürliche Bevölkerungswachstum im 19. Jahrhundert zu beschleunigen. Anders als im restlichen Europa hielt sich die Kindersterblichkeit in der zweiten Hälfte des 19. Jahrhunderts allerdings noch auf sehr hohem Niveau und sank erst ab den 1920er Jahren merklich. Für den Anfang des 20. Jahrhunderts wird die Lebenserwartung auf ca. 35 Jahre geschätzt. Zwischen 1846 und 1932 verließen fast fünf Millionen Menschen das Land und zogen hauptsächlich nach Lateinamerika, womit die Auswanderung ihren Höhepunkt erreicht.
Der Modernisierungsprozess setzte sich im 20. Jahrhundert fort. Der Spanische Bürgerkrieg kostete geschätzt zwischen 200.000 und 500.000 Menschen das Leben. Nach dem Sieg der Faschisten 1939 setzten sich 200.000 Oppositionelle ins Ausland ab. Erst in den 1960er Jahren begann in Spanien ein umfassender wirtschaftlicher und demografischer Transformationsprozess, in dem sich die Lebensverhältnisse allmählich dem Standard Westeuropas anglichen. Das von den Faschisten unter Francisco Franco propagierte konservative Familienbild ist dem Bevölkerungswachstum zuträglich. Mit der Demokratisierung des Landes in den 1970er Jahren begann die Geburtenrate zu sinken. In Spanien wurde die Verhütung 1977 und die Abtreibung 1985 legalisiert. Die Bevölkerung Spaniens hat sich im 20. Jahrhundert insgesamt von 18,7 auf über 40 Millionen verdoppelt, aber das Wachstumsmuster war aufgrund der starken Binnenmigration aus ländlichen Gegenden in die Industriestädte äußerst ungleichmäßig.
Eine neue Welle des demografischen Wachstums erlebte das Land im ersten Jahrzehnt des 21. Jahrhunderts, in dem die Bevölkerung von ca. 40 auf über 46 Millionen anstieg. Dieser Anstieg wurde vor allem von Einwanderung aus Lateinamerika, Asien, Afrika und Osteuropa verursacht. Damit ist Spanien heute ein bedeutendes Einwanderungsland. Allein im Jahr 2005 wuchs die spanische Einwandererbevölkerung um 700.000 Menschen. Aufgrund der stark gesunkenen Geburtenraten liefert das natürliche Wachstum nur einen minimalen Beitrag zur Bevölkerungsentwicklung. Von der Finanzkrise ab 2007 und der darauffolgenden Eurokrise wurde Spanien hart getroffen, was auch Auswirkungen auf die Demografie hat, da viele Migranten in ihre Heimatländer zurückkehrten. Die Bevölkerungszahl sank deshalb für mehrere Jahre in Folge und die Auswanderung nahm aufgrund der hohen Arbeitslosigkeit zu. Ab ca. 2016 war wieder eine Erholung zu verzeichnen.
| Jahr | Einwohnerzahl in Mio. |
| ---- | --------------------- |
| 0    | 4,5                   |
| 1000 | 4,0                   |
| 1500 | 6,8                   |
| 1600 | 8,2                   |
| 1700 | 8,8                   |
| 1820 | 12,2                  |
| 1850 | 14,9                  |
| 1900 | 18,7                  |
| 1930 | 23,5                  |
| 1950 | 28,1                  |
| 1970 | 33,8                  |
| 2000 | 40,8                  |
| 2010 | 46,9                  |

## Bevölkerungszentren

Bevölkerungsdichte nach Gemeinde (2018)

Die Bevölkerung Spaniens konzentriert sich an der Küste und in der zentral gelegenen Hauptstadt Madrid. Die autonome Gemeinschaft mit der größten Bevölkerung ist 2018 Andalusien (8,3 Millionen Einwohner), gefolgt von Katalonien (7,6 Millionen) und Madrid (6,5 Millionen).
Folgende Tabelle listet die größten Metropolregionen in Spanien:
| Rang | Metropolregion          | Einwohnerzahl (2017) | Bevölkerungsdichte je km² |
| ---- | ----------------------- | -------------------- | ------------------------- |
| 1    | Madrid                  | 6.055.116            | 2.095                     |
| 2    | Barcelona               | 5.079.243            | 1.553                     |
| 3    | Valencia                | 1.545.342            | 2.458                     |
| 4    | Sevilla                 | 1.305.538            | 854                       |
| 5    | Málaga                  | 967.250              | 1.183                     |
| 6    | Bilbao                  | 900.523              | 1.787                     |
| 7    | Asturien (Gijón-Oviedo) | 807.802              | 552                       |
| 8    | Saragossa               | 742.363              | 323                       |
| 9    | Alicante-Elche          | 694.902              | 1.017                     |
| 10   | Murcia                  | 650.468              | 528                       |

## Sprache
| nur Kastilisch Katalanisch Baskisch Galicisch | Asturleonesisch Aragonesisch Aranesisch |

Sprachen in Spanien:

In Spanien gibt es eine Vielzahl an regionalen Sprachen und Dialekten. Das Spanische (auch Kastilisch) ist die Mehrheitssprache in Spanien. Im Land wird Spanisch von 74 %, Katalanisch von 17 %, Galicisch von 7 % und Baskisch von 2 % aller Einwohner als Muttersprache gesprochen. Okzitanisch wird nur in der Region Val d’Aran gesprochen. Weitere Sprachen sind Asturleonesisch, Aragonesisch und Aranesisch, die jedoch keinen offiziellen Status besitzen. Das Spanische wird von weit über 90 % der einheimischen Bevölkerung verstanden. Alle Amtssprachen in Spanien sind romanische Sprachen, die eng miteinander verwandt sind. Die Ausnahme bildet das Baskische, welches eine eigene Sprachfamilie darstellt und eine isolierte Sprache bildet. Durch das Spanische Weltreich ist Spanisch heute die Sprache mit den weltweit zweitmeisten Muttersprachlern hinter Mandarin.
Sprachen, die durch Einwanderung in Spanien verbreitet wurden, sind Rumänisch, Arabisch, Englisch, Deutsch und Chinesisch. Durch Einwanderer aus Lateinamerika steigt der Gebrauch von Spanisch mit lateinamerikanischen Dialekten.

## Religion
Die spanische Verfassung von 1978 hat die Stellung der römisch-katholischen Kirche als Staatskirche abgeschafft, gleichzeitig aber ihre besondere Rolle in der spanischen Gesellschaft anerkannt. Ab 2018 definierten sich 68,5 % der Bevölkerung als katholisch, 26,4 % als Nichtgläubige oder Atheisten und 2,6 % als Angehörige andere Religionen. Unter den gläubigen Christen geben 16,3 % an, regelmäßig in die Kirche zu gehen. Wiewohl der Katholizismus traditionell eine wichtige Rolle für die spanische Kultur und Gesellschaft spielte, setzte in den letzten Jahrzehnten ein Bedeutungsverlust ein und das Land erlebt eine zunehmende Säkularisierung.
Durch Einwanderung wächst auch die muslimische Bevölkerung. 2016 machten Muslime 2,6 % der Bevölkerung aus. Dieser Anteil könnte durch Einwanderung auf ca. 7 % bis Mitte des Jahrhunderts steigen.

## Migration

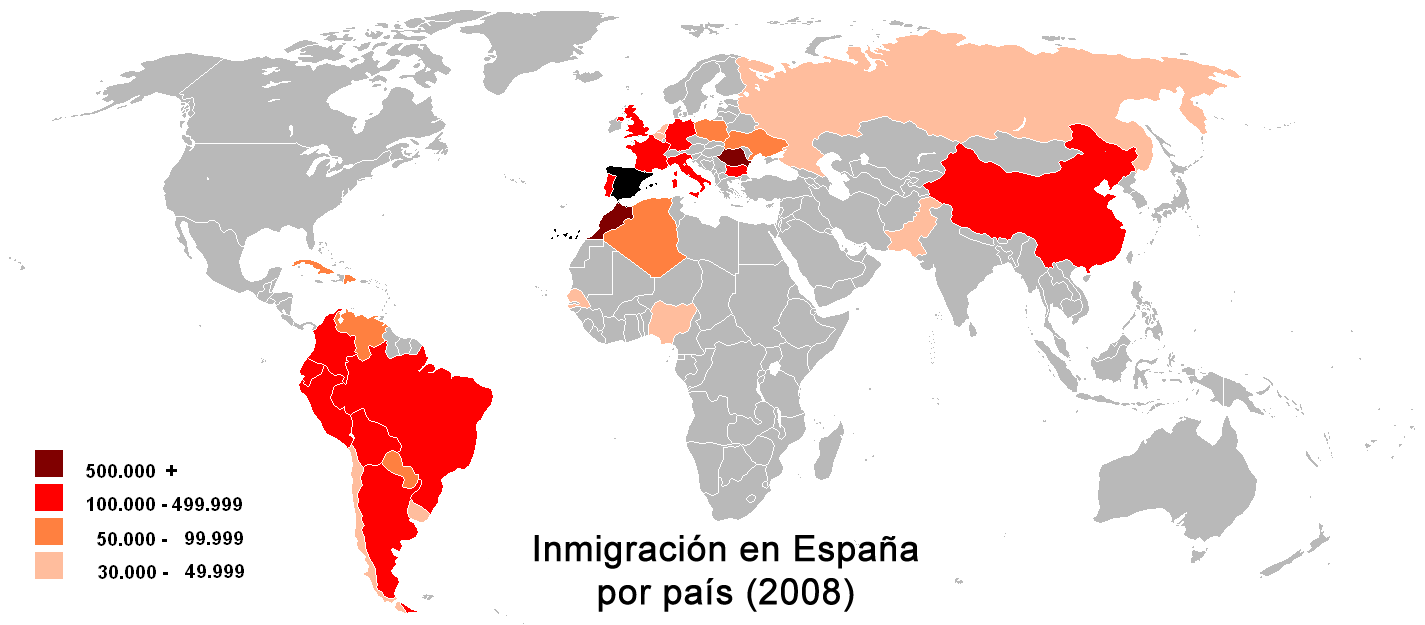
Immigranten in Spanien nach Herkunftsland (2008)

Spanien war bis über die Mitte des 20. Jahrhunderts hinaus ein klassisches Auswanderungsland. Zwischen 1846 und 1932 wanderten schätzungsweise 5 Millionen Spanier nach Amerika aus, hauptsächlich nach Argentinien, Brasilien und Kuba.
2018 lebten in Spanien etwas mehr als 5 Millionen Ausländer. Davon waren rund 2 Millionen EU-Bürger, hauptsächlich rumänische (575.000), britische (229.000) und italienische Staatsbürger (127.000). Die größte Gruppe der in Spanien lebenden Nicht-EU-Ausländer bilden die über 1,1 Millionen Hispanoamerikaner, zu denen noch 1,4 Millionen Spanier mit lateinamerikanischen Wurzeln oder mehrfacher Staatsangehörigkeit hinzukommen. Von den etwa 1,2 Millionen Einwohnern afrikanischer Herkunft sind allein 660.000 Marokkaner und 214.000 Spanier marokkanischer Herkunft; andere afrikanische Herkunftsstaaten von Bedeutung sind Algerien, der Senegal und die frühere spanische Kolonie Äquatorialguinea. Etwa 410.000 Ausländer kommen aus asiatischen Ländern, davon 179.000 aus China, 81.000 aus Pakistan und 45.000 aus Indien. Bedeutende Kontingente bilden auch die über 100.000 Ukrainer und fast 77.000 Russen. Ende 2018 lebten in Spanien 96.300 Deutsche, 12.500 Schweizer und fast 6.000 Österreicher. Dazu kommen etwa 80.000 Deutschspanier, 48.000 Spanier mit Schweizer Hintergrund und rund 6.800 Spanier mit Verbindung nach Österreich (Geburt oder Doppelstaatsangehörigkeit); bei diesen Gruppen handelt es sich vielfach um zurückgekehrte spanische Migranten.
1998 hatten Einwanderer einen Anteil von lediglich 1,6 % an der Bevölkerung, bis 2009 stieg dieser Anteil auf mehr als 12 %. Bis 2014 gingen die Zahlen infolge der Wirtschaftskrise seit 2008 zurück, seitdem hat die Zuwanderung nach Spanien jedoch wieder zugenommen. 2018 gab es in Spanien mehr als 5.947.106 im Ausland geborene Menschen, das sind 12,8 % der Gesamtbevölkerung. Das Land zieht vorwiegend Einwanderer aus Lateinamerika und Osteuropa an. Auch viele Briten und Deutsche haben Spanien seit den 1970er Jahren als Altersruhesitz gewählt.
2018 wurden 293.118 (79,4 %) Kinder von Müttern mit spanischer Staatsangehörigkeit geboren, 27.528 (7,4 %) von Müttern mit afrikanischer Staatsangehörigkeit (einschließlich Nordafrika), 22.504 (6,1 %) von Müttern mit Staatsangehörigkeiten anderer europäischer (EU und Nicht-EU-)Staaten, 19.309 (5,2 %) Mütter mit Staatsangehörigkeit aus Staaten Nord- und Südamerikas und 6.717 (1,8 %) Mütter mit asiatischer Staatsangehörigkeit.
Folgende Tabelle gibt Überblick über die größten Einwanderergruppen nach Herkunftsstaat:
| Rang | Staat                  | Bevölkerung (2019) |
| ---- | ---------------------- | ------------------ |
| 1    | Marokko                | 714.239            |
| 2    | Rumänien               | 671.233            |
| 3    | Vereinigtes Königreich | 287.292            |
| 4    | Italien                | 244.148            |
| 5    | Volksrepublik China    | 199.540            |
| 6    | Kolumbien              | 190.624            |
| 7    | Deutschland            | 138.642            |
| 8    | Ecuador                | 135.268            |
| 9    | Venezuela              | 133.934            |
| 10   | Bulgarien              | 123.618            |

## Soziale Lage

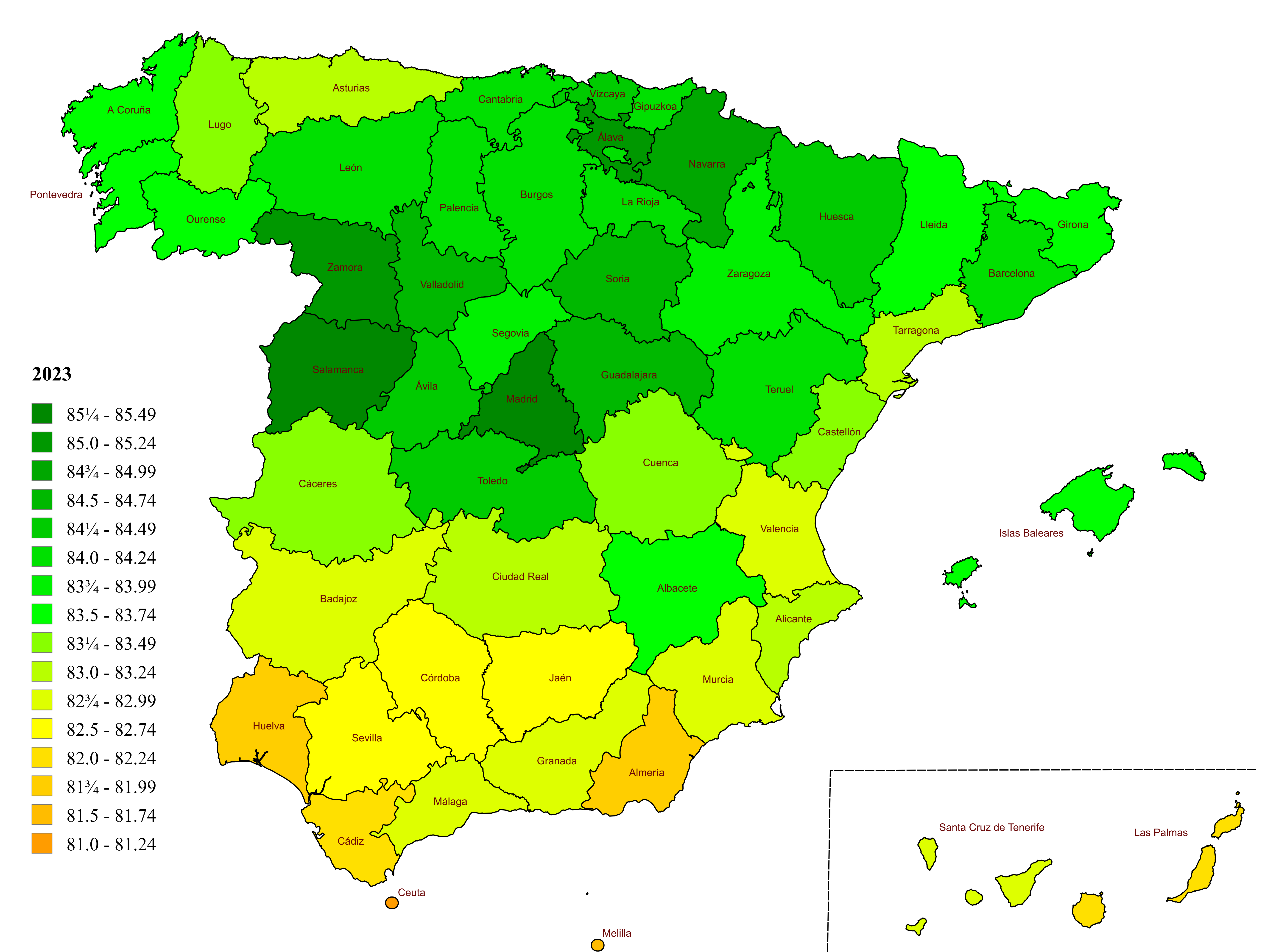
Lebenserwartung in Spanien nach Provinz (2023)

In Spanien wurde seit den 1970er Jahren ein mit dem restlichen Europa vergleichbarer Sozialstaat aufgebaut. Bildung und grundlegende medizinische Versorgung sind garantiert. Als großes soziales Problem in Spanien gilt die im europäischen Vergleich hohe Arbeitslosigkeit besonders unter Jugendlichen. Die Jugendarbeitslosigkeit sank in den letzten Jahren, lag 2018 aber immer noch bei 33,5 %. In Teilen von Andalusien und der Extremadura lag sie bei über 50 %.  In Spanien ist soziale Ungleichheit ausgeprägt und liegt über dem Durchschnitt der entwickelten Länder. Es gibt ca. 617.000 Haushalte ohne Einkommen und 2,6 Millionen Kinder leben in Armut. Im Land gibt es außerdem erhebliche regionale Ungleichheiten. So erreichen die Autonome Gemeinschaft Baskenland, Katalonien und Madrid den höchsten Lebensstandard und liegen deutlich vor dem Rest des Landes. Extremadura und Andalusien liegen dagegen unterhalb des Durchschnitts.
Spanien verfügt über ein leistungsfähiges Gesundheitssystem, welches laut der Weltgesundheitsorganisation zu den besten der Welt gehört. Insgesamt werden ca. 9 % der Wirtschaftsleistung für Gesundheit aufgewendet. Die Spanier haben die höchste Lebenserwartung innerhalb der Europäischen Union und eine der höchsten weltweit. 2017 lag sie bei 83,3 Jahren, Frauen wurden 86,3 und Männer 80,5 Jahre alt. Neben dem Gesundheitssystem scheint auch eine der hohen Lebenserwartung zuträglichen Lebensweise eine Rolle zu spielen. Trotz der hohen Lebenserwartung ist der Anteil an Rauchern und der Alkoholkonsum pro Kopf relativ hoch. Spanien hat eine der niedrigsten Kindersterblichkeitsraten der Welt. 0,4 % der Bevölkerung sind mit HIV infiziert. Die Rate der stark übergewichtigen Personen liegt 2016 bei 23,8 %.
In Spanien war bis ins 20. Jahrhundert hinein Analphabetismus weit verbreitet, besonders unter der Landbevölkerung. Durch den Aufbau eines allgemeinen Schulsystems konnte dieser allerdings erfolgreich bekämpft werden. 2016 konnten 98,3 % der Bevölkerung lesen und schreiben. Bei den Jugendlichen waren es über 99 %. Das spanische Bildungssystem ist seit 1978 für alle Kinder zwischen 6 und 16 Jahren verpflichtend und kostenlos. Spanien gibt heute 4,3 % (2015) der Wirtschaftsleistung für die Bildung aus und liegt damit im europäischen Durchschnitt. Im PISA-Ranking von 2015 erreichen Spaniens Schüler Platz 32 von 72 Ländern in Mathematik, Platz 28 in Naturwissenschaften und Platz 25 beim Leseverständnis. Spanien liegt damit leicht unter dem Mittel der OECD-Staaten.

## Statistik

### Geburten und Todesfälle seit 1900

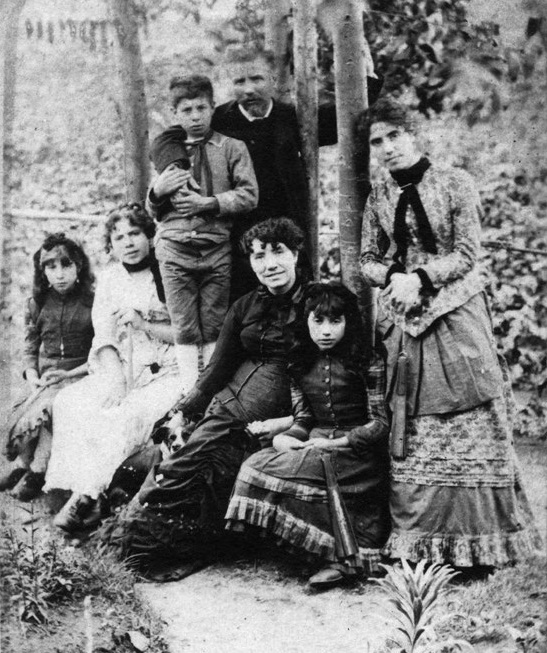
Spanische Familie im 19. Jahrhundert

| 1.5–1.7 1.4–1.5 1.3–1.4 < 1.3 |

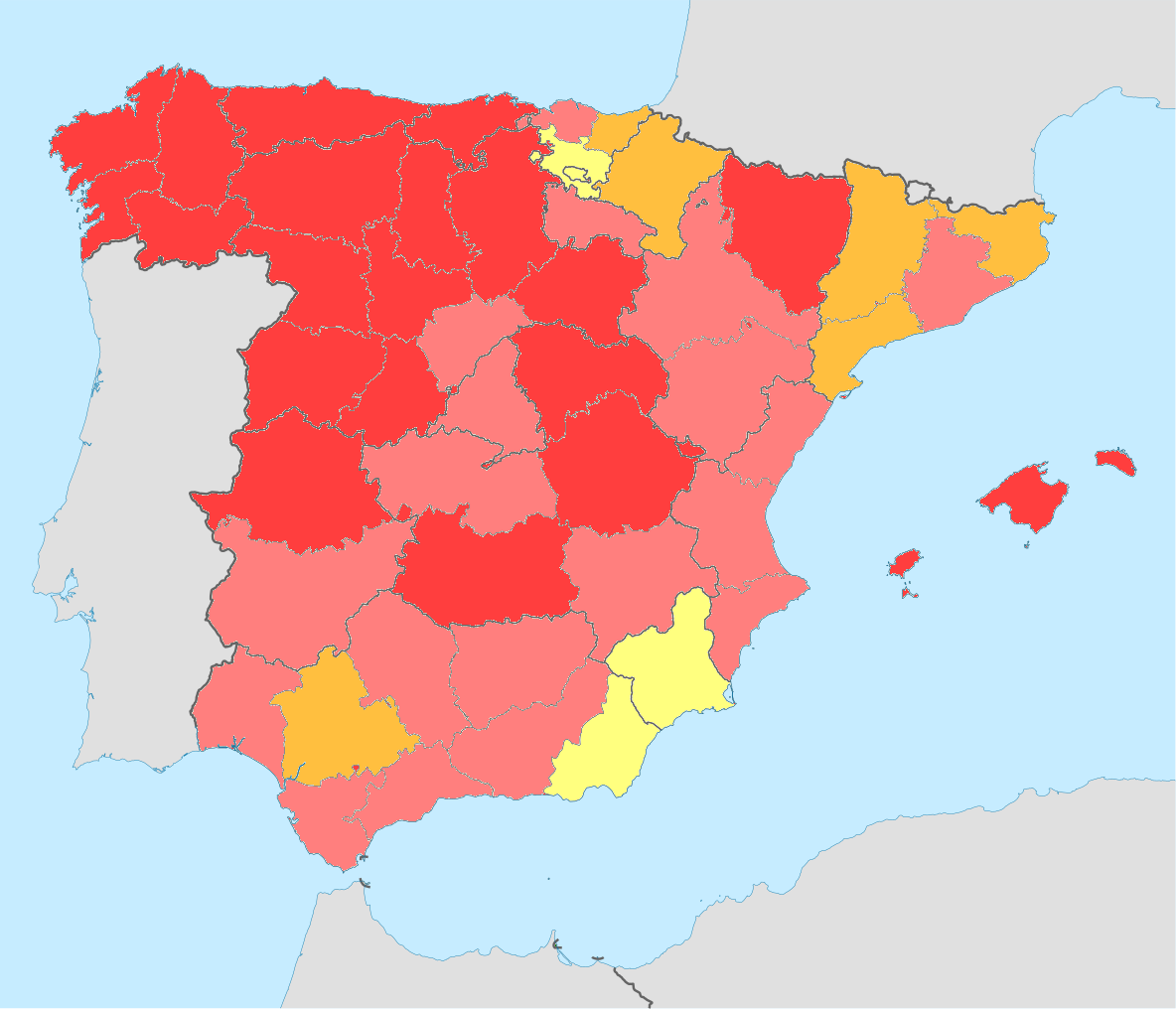
Spanien Geburtenrate nach Region (2014)

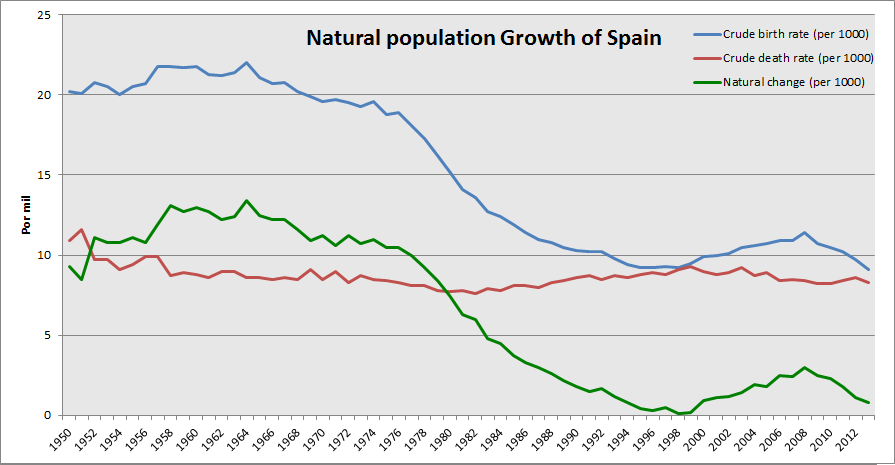
Geburten- und Todesrate von 1950 bis 2012

Jährliche Entwicklung der Geburten und Todesfällen:
| [ 33 ] [ 24 ] | Durchschnittliche Bevölkerung | Geburten | Todesfälle | Natürliche Änderung | Geburtenrate (je 1 000 Einw.) | Sterberate (je 1 000 Einw.) | Änderung (je 1 000 Einw.) | Fertilität pro Frau |
| ------------- | ----------------------------- | -------- | ---------- | ------------------- | ----------------------------- | --------------------------- | ------------------------- | ------------------- |
| 1900          | 18 520 000                    | 627 848  | 536 716    | 91 132              | 33,9                          | 29,0                        | 4,9                       | 4,49                |
| 1901          | 18 610 000                    | 650 649  | 517 575    | 133 074             | 35,0                          | 27,8                        | 7,1                       | 4,71                |
| 1902          | 18 720 000                    | 666 687  | 488 289    | 178 398             | 35,6                          | 26,1                        | 9,6                       | 4,70                |
| 1903          | 18 810 000                    | 685 265  | 470 387    | 214 878             | 36,4                          | 25,0                        | 11,4                      | 4,68                |
| 1904          | 18 980 000                    | 649 878  | 486 889    | 162 989             | 34,2                          | 25,7                        | 8,6                       | 4,67                |
| 1905          | 19 110 000                    | 670 651  | 491 369    | 179 282             | 35,1                          | 25,7                        | 9,4                       | 4,66                |
| 1906          | 19 250 000                    | 650 385  | 499 018    | 151 367             | 33,8                          | 25,9                        | 7,8                       | 4,61                |
| 1907          | 19 380 000                    | 646 371  | 472 007    | 174 364             | 33,3                          | 24,4                        | 9,0                       | 4,57                |
| 1908          | 19 530 000                    | 658 008  | 460 946    | 197 062             | 33,7                          | 23,6                        | 10,1                      | 4,52                |
| 1909          | 19 670 000                    | 650 498  | 466 648    | 183 850             | 33,1                          | 23,7                        | 9,3                       | 4,48                |
| 1910          | 19 770 000                    | 646 975  | 456 158    | 190 817             | 32,7                          | 23,1                        | 9,7                       | 4,43                |
| 1911          | 19 950 000                    | 628 443  | 466 525    | 161 918             | 31,5                          | 23,4                        | 8,1                       | 4,39                |
| 1912          | 20 040 000                    | 637 860  | 426 297    | 211 563             | 31,8                          | 21,3                        | 10,6                      | 4,35                |
| 1913          | 20 170 000                    | 617 850  | 449 349    | 168 501             | 30,6                          | 22,3                        | 8,4                       | 4,30                |
| 1914          | 20 310 000                    | 608 207  | 450 340    | 157 867             | 29,9                          | 22,2                        | 7,8                       | 4,26                |
| 1915          | 20 430 000                    | 631 462  | 452 479    | 178 983             | 30,9                          | 22,1                        | 8,8                       | 4,22                |
| 1916          | 20 610 000                    | 599 011  | 441 673    | 157 338             | 29,1                          | 21,4                        | 7,6                       | 4,20                |
| 1917          | 20 740 000                    | 602 139  | 465 722    | 136 417             | 29,0                          | 22,5                        | 6,6                       | 4,19                |
| 1918          | 20 910 000                    | 612 637  | 695 758    | −83 121             | 29,3                          | 33,3                        | −4,0                      | 4,17                |
| 1919          | 21 000 000                    | 585 963  | 482 752    | 103 211             | 27,9                          | 23,0                        | 4,9                       | 4,16                |
| 1920          | 21 130 000                    | 623 339  | 494 540    | 128 799             | 29,5                          | 23,4                        | 6,1                       | 4,14                |
| 1921          | 21 270 000                    | 648 892  | 455 469    | 193 423             | 30,5                          | 21,4                        | 9,1                       | 4,08                |
| 1922          | 21 510 000                    | 656 093  | 441 330    | 214 763             | 30,5                          | 20,5                        | 10,0                      | 4,02                |
| 1923          | 21 740 000                    | 662 576  | 449 683    | 212 893             | 30,5                          | 20,7                        | 9,8                       | 4,02                |
| 1924          | 21 990 000                    | 653 085  | 430 590    | 222 495             | 29,7                          | 19,6                        | 10,1                      | 3,92                |
| 1925          | 22 160 000                    | 644 741  | 432 400    | 212 341             | 29,1                          | 19,5                        | 9,6                       | 3,82                |
| 1926          | 22 400 000                    | 663 401  | 420 838    | 242 563             | 29,6                          | 18,8                        | 10,8                      | 3,87                |
| 1927          | 22 610 000                    | 636 028  | 419 816    | 216 212             | 28,1                          | 18,6                        | 9,6                       | 3,70                |
| 1928          | 22 860 000                    | 666 240  | 413 002    | 253 238             | 29,1                          | 18,1                        | 11,1                      | 3,80                |
| 1929          | 23 120 000                    | 653 668  | 407 486    | 246 182             | 28,3                          | 17,6                        | 10,7                      | 3,69                |
| 1930          | 23 340 000                    | 660 860  | 394 488    | 266 372             | 28,3                          | 16,9                        | 11,4                      | 3,68                |
| 1931          | 23 510 000                    | 649 276  | 408 977    | 240 299             | 27,6                          | 17,4                        | 10,2                      | 3,58                |
| 1932          | 23 897 000                    | 670 670  | 388 900    | 281 770             | 28,3                          | 16,5                        | 11,8                      | 3,64                |
| 1933          | 24 122 000                    | 667 866  | 394 750    | 273 116             | 27,9                          | 16,5                        | 11,4                      | 3,59                |
| 1934          | 24 349 000                    | 641 889  | 392 793    | 249 096             | 26,4                          | 16,1                        | 10,2                      | 3,38                |
| 1935          | 24 578 000                    | 636 725  | 388 757    | 247 968             | 25,9                          | 15,8                        | 10,1                      | 3,31                |
| 1936          | 24 810 000                    | 617 220  | 417 108    | 200 112             | 24,9                          | 16,8                        | 8,1                       | 3,18                |
| 1937          | 25 043 000                    | 568 977  | 475 310    | 93 667              | 22,7                          | 19,0                        | 3,7                       | 2,89                |
| 1938          | 25 279 000                    | 508 726  | 487 546    | 21 180              | 20,1                          | 19,3                        | 0,8                       | 2,56                |
| 1939          | 25 517 000                    | 422 345  | 472 611    | −50 266             | 16,6                          | 18,5                        | −2,0                      | 2,12                |
| 1940          | 25 757 000                    | 631 285  | 428 416    | 202 869             | 24,5                          | 16,6                        | 7,9                       | 3,09                |
| 1941          | 25 999 000                    | 511 157  | 487 748    | 23 409              | 19,7                          | 18,8                        | 0,9                       | 2,47                |
| 1942          | 26 244 000                    | 530 845  | 387 844    | 143 001             | 20,2                          | 14,8                        | 5,4                       | 2,53                |
| 1943          | 26 491 000                    | 606 971  | 352 587    | 254 384             | 22,9                          | 13,3                        | 9,6                       | 2,88                |
| 1944          | 26 620 000                    | 602 091  | 349 114    | 253 796             | 22,6                          | 13,1                        | 9,5                       | 2,84                |
| 1945          | 26 770 000                    | 621 558  | 330 581    | 290 977             | 23,2                          | 12,3                        | 10,9                      | 2,91                |
| 1946          | 27 030 000                    | 585 381  | 353 371    | 232 010             | 21,7                          | 13,1                        | 8,6                       | 2,70                |
| 1947          | 27 150 000                    | 588 732  | 330 341    | 258 391             | 21,7                          | 12,2                        | 9,5                       | 2,67                |
| 1948          | 27 593 000                    | 642 041  | 305 310    | 336 731             | 23,3                          | 11,1                        | 12,2                      | 2,88                |
| 1949          | 27 811 000                    | 601 759  | 321 541    | 280 218             | 21,6                          | 11,6                        | 10,1                      | 2,68                |
| 1950          | 28 009 000                    | 565 378  | 305 934    | 259 444             | 20,2                          | 10,9                        | 9,3                       | 2,45                |
| 1951          | 28 236 000                    | 567 474  | 327 236    | 240 238             | 20,1                          | 11,6                        | 8,5                       | 2,47                |
| 1952          | 28 474 000                    | 593 019  | 276 735    | 316 284             | 20,8                          | 9,7                         | 11,1                      | 2,51                |
| 1953          | 28 713 000                    | 589 188  | 278 522    | 310 666             | 20,5                          | 9,7                         | 10,8                      | 2,55                |
| 1954          | 28 955 000                    | 577 886  | 264 668    | 313 218             | 20,0                          | 9,1                         | 10,8                      | 2,59                |
| 1955          | 29 199 000                    | 598 970  | 274 188    | 324 782             | 20,5                          | 9,4                         | 11,1                      | 2,62                |
| 1956          | 29 445 000                    | 608 121  | 290 410    | 317 711             | 20,7                          | 9,9                         | 10,8                      | 2,66                |
| 1957          | 29 693 000                    | 646 784  | 293 502    | 353 282             | 21,8                          | 9,9                         | 11,9                      | 2,69                |
| 1958          | 29 943 000                    | 653 216  | 260 683    | 392 533             | 21,8                          | 8,7                         | 13,1                      | 2,72                |
| 1959          | 30 195 000                    | 654 474  | 269 591    | 384 883             | 21,7                          | 8,9                         | 12,7                      | 2,74                |
| 1960          | 30 455 000                    | 663 375  | 268 941    | 394 434             | 21,8                          | 8,8                         | 13,0                      | 2,77                |
| 1961          | 30 744 000                    | 654 616  | 263 441    | 391 175             | 21,3                          | 8,6                         | 12,7                      | 2,79                |
| 1962          | 31 067 000                    | 658 816  | 278 575    | 380 241             | 21,2                          | 9,0                         | 12,2                      | 2,80                |
| 1963          | 31 393 000                    | 671 520  | 282 460    | 389 060             | 21,4                          | 9,0                         | 12,4                      | 2,82                |
| 1964          | 31 723 000                    | 697 697  | 273 955    | 423 742             | 22,0                          | 8,6                         | 13,4                      | 2,83                |
| 1965          | 32 056 000                    | 676 361  | 274 271    | 402 090             | 21,1                          | 8,6                         | 12,5                      | 2,83                |
| 1966          | 32 394 000                    | 669 919  | 276 173    | 393 746             | 20,7                          | 8,5                         | 12,2                      | 2,84                |
| 1967          | 32 734 000                    | 680 125  | 280 494    | 399 631             | 20,8                          | 8,6                         | 12,2                      | 2,85                |
| 1968          | 33 079 000                    | 667 311  | 282 628    | 384 683             | 20,2                          | 8,5                         | 11,6                      | 2,86                |
| 1969          | 33 427 000                    | 666 568  | 303 402    | 363 166             | 19,9                          | 9,1                         | 10,9                      | 2,87                |
| 1970          | 33 779 000                    | 663 667  | 286 067    | 377 600             | 19,6                          | 8,5                         | 11,2                      | 2,88                |
| 1971          | 34 216 000                    | 672 092  | 308 516    | 363 576             | 19,7                          | 9,0                         | 10,6                      | 2,88                |
| 1972          | 34 572 000                    | 672 405  | 285 508    | 386 897             | 19,5                          | 8,3                         | 11,2                      | 2,86                |
| 1973          | 34 921 000                    | 672 963  | 301 803    | 371 160             | 19,3                          | 8,7                         | 10,7                      | 2,84                |
| 1974          | 35 288 000                    | 688 711  | 300 403    | 388 308             | 19,6                          | 8,5                         | 11,0                      | 2,89                |
| 1975          | 35 688 000                    | 669 378  | 298 192    | 371 186             | 18,8                          | 8,4                         | 10,5                      | 2,75                |
| 1976          | 36 118 000                    | 677 456  | 299 007    | 378 449             | 18,9                          | 8,3                         | 10,5                      | 2,68                |
| 1977          | 36 564 000                    | 656 357  | 294 324    | 362 033             | 18,1                          | 8,1                         | 10,0                      | 2,59                |
| 1978          | 36 741 000                    | 636 892  | 296 781    | 340 111             | 17,3                          | 8,1                         | 9,2                       | 2,48                |
| 1979          | 37 289 000                    | 601 992  | 291 213    | 310 779             | 16,2                          | 7,8                         | 8,4                       | 2,36                |
| 1980          | 37 527 000                    | 571 018  | 289 344    | 281 674             | 15,2                          | 7,7                         | 7,5                       | 2,22                |
| 1981          | 37 741 000                    | 533 008  | 293 386    | 239 622             | 14,1                          | 7,8                         | 6,3                       | 2,09                |
| 1982          | 37 942 000                    | 515 706  | 286 655    | 229 051             | 13,6                          | 7,6                         | 6,0                       | 1,96                |
| 1983          | 38 122 000                    | 485 352  | 302 569    | 182 783             | 12,7                          | 7,9                         | 4,8                       | 1,84                |
| 1984          | 38 279 000                    | 473 281  | 299 409    | 173 872             | 12,4                          | 7,8                         | 4,5                       | 1,73                |
| 1985          | 38 419 000                    | 456 298  | 312 532    | 143 766             | 11,9                          | 8,1                         | 3,7                       | 1,64                |
| 1986          | 38 536 000                    | 438 750  | 310 413    | 128 337             | 11,4                          | 8,1                         | 3,3                       | 1,56                |
| 1987          | 38 631 000                    | 426 782  | 310 073    | 116 709             | 11,0                          | 8,0                         | 3,0                       | 1,50                |
| 1988          | 38 716 000                    | 418 919  | 319 437    | 99 482              | 10,8                          | 8,3                         | 2,6                       | 1,45                |
| 1989          | 38 792 000                    | 408 434  | 324 796    | 83 638              | 10,5                          | 8,4                         | 2,2                       | 1,40                |
| 1990          | 38 851 000                    | 401 425  | 333 142    | 68 283              | 10,3                          | 8,6                         | 1,8                       | 1,36                |
| 1991          | 38 940 000                    | 395 989  | 337 691    | 58 298              | 10,2                          | 8,7                         | 1,5                       | 1,33                |
| 1992          | 39 068 000                    | 396 747  | 331 515    | 65 232              | 10,2                          | 8,5                         | 1,7                       | 1,32                |
| 1993          | 39 190 000                    | 385 786  | 339 661    | 46 125              | 9,8                           | 8,7                         | 1,2                       | 1,26                |
| 1994          | 39 295 000                    | 370 148  | 338 242    | 31 906              | 9,4                           | 8,6                         | 0,8                       | 1,21                |
| 1995          | 39 387 000                    | 363 469  | 346 227    | 17 242              | 9,2                           | 8,8                         | 0,4                       | 1,18                |
| 1996          | 39 478 000                    | 362 626  | 351 449    | 11 177              | 9,2                           | 8,9                         | 0,3                       | 1,17                |
| 1997          | 39 582 000                    | 369 035  | 349 521    | 19 514              | 9,3                           | 8,8                         | 0,5                       | 1,19                |
| 1998          | 39 721 000                    | 365 193  | 360 511    | 4 682               | 9,2                           | 9,1                         | 0,1                       | 1,15                |
| 1999          | 39 927 000                    | 380 130  | 371 102    | 9 028               | 9,5                           | 9,3                         | 0,2                       | 1,20                |
| 2000          | 40 264 000                    | 397 632  | 360 391    | 37 241              | 9,9                           | 9,0                         | 0,9                       | 1,23                |
| 2001          | 40 476 000                    | 406 380  | 360 131    | 46 249              | 10,0                          | 8,8                         | 1,1                       | 1,24                |
| 2002          | 41 035 000                    | 418 846  | 368 618    | 50 228              | 10,1                          | 8,9                         | 1,2                       | 1,26                |
| 2003          | 41 827 000                    | 441 881  | 384 828    | 57 053              | 10,5                          | 9,2                         | 1,4                       | 1,31                |
| 2004          | 42 547 000                    | 454 591  | 371 934    | 82 657              | 10,6                          | 8,7                         | 1,9                       | 1,33                |
| 2005          | 43 296 000                    | 466 371  | 387 355    | 79 016              | 10,7                          | 8,9                         | 1,8                       | 1,35                |
| 2006          | 44 009 000                    | 482 957  | 371 478    | 111 479             | 10,9                          | 8,4                         | 2,5                       | 1,36                |
| 2007          | 44 784 000                    | 492 527  | 385 361    | 107 166             | 10,9                          | 8,5                         | 2,4                       | 1,40                |
| 2008          | 45 668 000                    | 519 779  | 386 324    | 133 455             | 11,4                          | 8,4                         | 3,0                       | 1,46                |
| 2009          | 46 239 000                    | 494 997  | 384 933    | 110 064             | 10,7                          | 8,3                         | 2,4                       | 1,39                |
| 2010          | 46 486 000                    | 486 575  | 382 047    | 104 528             | 10,5                          | 8,2                         | 2,3                       | 1,38                |
| 2011          | 46 667 000                    | 471 999  | 387 911    | 84 536              | 10,2                          | 8,3                         | 1,9                       | 1,34                |
| 2012          | 46 818 000                    | 454 648  | 402 950    | 51 698              | 9,7                           | 8,6                         | 1,1                       | 1,32                |
| 2013          | 46 728 000                    | 425 715  | 390 419    | 35 296              | 9,1                           | 8,3                         | 0,8                       | 1,27                |
| 2014          | 46 508 000                    | 427 595  | 395 830    | 31 765              | 9,1                           | 8,5                         | 0,6                       | 1,32                |
| 2015          | 46 449 000                    | 420 290  | 422 568    | −2 278              | 9,0                           | 9,1                         | −0,1                      | 1,33                |
| 2016          | 46 440 000                    | 410 583  | 410 611    | −28                 | 8,8                           | 8,8                         | −0,0                      | 1,34                |
| 2017          | 46 527 000                    | 393 181  | 424 523    | −31 342             | 8,4                           | 9,1                         | −0,7                      | 1,31                |
| 2018          | 46 658 000                    | 369 302  | 426 053    | −56 202             | 7,9                           | 9,1                         | −1,2                      | 1,26                |
| 2019          | 46 937 060                    | 360 617  | 418 703    | −58 086             | 7,6                           | 8,8                         | −1,2                      | 1,24                |
| 2020          | 47 329 981                    | 339 206  | 492 930    | −153 724            | 7,2                           | 10,4                        | −3,2                      | 1,18                |

### Lebenserwartung von 1882 bis 2015
Quellen: Our World In Data und die Vereinten Nationen.
1882–1950
| Jahr                       | 1882 | 1892 | 1900 | 1908 | 1909 | 1910 | 1911 | 1912 | 1913 | 1914 | 1915 | 1916 | 1917 | 1918 | 1919 | 1920 |
| -------------------------- | ---- | ---- | ---- | ---- | ---- | ---- | ---- | ---- | ---- | ---- | ---- | ---- | ---- | ---- | ---- | ---- |
| Lebenserwartung in Spanien | 29,5 | 32,1 | 34,8 | 41,3 | 41,0 | 40,8 | 39,7 | 43,4 | 42,5 | 42,8 | 43,0 | 42,9 | 42,5 | 30,3 | 41,1 | 39,2 |

| Jahr                       | 1921 | 1922 | 1923 | 1924 | 1925 | 1926 | 1927 | 1928 | 1929 | 1930 |
| -------------------------- | ---- | ---- | ---- | ---- | ---- | ---- | ---- | ---- | ---- | ---- |
| Lebenserwartung in Spanien | 42,0 | 44,1 | 44,7 | 46,2 | 46,9 | 47,7 | 48,4 | 48,6 | 49,3 | 49,3 |

| Jahr                       | 1931 | 1932 | 1933 | 1934 | 1935 | 1936 | 1937 | 1938 | 1939 | 1940 |
| -------------------------- | ---- | ---- | ---- | ---- | ---- | ---- | ---- | ---- | ---- | ---- |
| Lebenserwartung in Spanien | 49,2 | 51,1 | 51,5 | 52,3 | 52,6 | 51,0 | 47,3 | 47,6 | 47,2 | 48,4 |

| Jahr                       | 1941 | 1942 | 1943 | 1944 | 1945 | 1946 | 1947 | 1948 | 1949 | 1950 |
| -------------------------- | ---- | ---- | ---- | ---- | ---- | ---- | ---- | ---- | ---- | ---- |
| Lebenserwartung in Spanien | 47,2 | 52,5 | 54,8 | 56,2 | 57,8 | 57,5 | 59,3 | 61,2 | 61,0 | 61,8 |

1950–2015
| Zeitraum  | Lebenserwartung in Jahren | Zeitraum  | Lebenserwartung in Jahren |
| --------- | ------------------------- | --------- | ------------------------- |
| 1950–1955 | 64,6                      | 1985–1990 | 76,9                      |
| 1955–1960 | 67,8                      | 1990–1995 | 77,6                      |
| 1960–1965 | 69,9                      | 1995–2000 | 78,8                      |
| 1965–1970 | 71,4                      | 2000–2005 | 79,9                      |
| 1970–1975 | 72,7                      | 2005–2010 | 81,2                      |
| 1975–1980 | 74,4                      | 2010–2015 | 82,5                      |
| 1980–1985 | 76,1                      |           |                           |

Quelle: UN World Population Prospects

### Altersstruktur von 1960 bis 2018
| Jahr                   | 1960   | 1970   | 1980   | 1990   | 2000   | 2010   | 2018   |
| ---------------------- | ------ | ------ | ------ | ------ | ------ | ------ | ------ |
| Anteil 0 bis 14 Jahre  | 27,4 % | 28,1 % | 25,9 % | 20,0 % | 14,8 % | 14,6 % | 14,6 % |
| Anteil 15 bis 64 Jahre | 64,4 % | 62,3 % | 63,0 % | 66,6 % | 68,5 % | 68,2 % | 65,7 % |
| Anteil über 65 Jahre   | 8,2 %  | 9,6 %  | 11,1 % | 13,4 % | 16,7 % | 17,2 % | 19,7 % |

Quelle: Weltbank